# Zoonavena
Zoonavena es un género de aves Apodiformes en la familia Apodidae.

## Especies
El género contiene las siguientes especies:
- Zoonavena grandidieri – vencejo malgache.
- Zoonavena thomensis – vencejo de Santo Tomé.
- Zoonavena sylvatica – vencejo indio.